# Inscudderia taxodii
Inscudderia taxodii är en insektsart som beskrevs av Andrew Nelson Caudell 1921. Inscudderia taxodii ingår i släktet Inscudderia och familjen vårtbitare. Inga underarter finns listade i Catalogue of Life.